# Вілбертон-Намбер-Ту (Пенсільванія)
Вілбертон-Намбер-Ту (англ. Wilburton Number Two) — переписна місцевість (CDP) в США, в окрузі Колумбія штату Пенсільванія. Населення — 54 особи (2020).

## Географія
Вілбертон-Намбер-Ту розташований за координатами 40°49′8″ пн. ш. 76°22′42″ зх. д. / 40.81889° пн. ш. 76.37833° зх. д. (40.818826, -76.378244).  За даними Бюро перепису населення США в 2010 році переписна місцевість мала площу 1,94 км², з яких 1,94 км² — суходіл та 0,00 км² — водойми.

## Демографія
Згідно з переписом 2010 року, у переписній місцевості мешкало 96 осіб у 36 домогосподарствах у складі 23 родин. Густота населення становила 49 осіб/км².  Було 43 помешкання (22/км²).
Расовий склад населення:
| - 100,0 % — білих |

До двох чи більше рас належало 0,0 %. Частка іспаномовних становила 0,0 % від усіх жителів.
За віковим діапазоном населення розподілялося таким чином: 31,2 % — особи молодші 18 років, 52,1 % — особи у віці 18—64 років, 16,7 % — особи у віці 65 років та старші. Медіана віку мешканця становила 35,5 року. На 100 осіб жіночої статі у переписній місцевості припадало 123,3 чоловіків;  на 100 жінок у віці від 18 років та старших — 112,9 чоловіків також старших 18 років.
Середній дохід на одне домашнє господарство  становив 46 218 доларів США (медіана — 41 250), а середній дохід на одну сім'ю — 46 063 долари (медіана — 40 833). Медіана доходів становила 53 750 доларів для чоловіків та 40 972 долари для жінок. За межею бідності перебувало 10,1 % осіб, у тому числі 0,0 % дітей у віці до 18 років та 25,0 % осіб у віці 65 років та старших.
Цивільне працевлаштоване населення становило 33 особи. Основні галузі зайнятості: освіта, охорона здоров'я та соціальна допомога — 39,4 %, будівництво — 24,2 %, виробництво — 18,2 %.